# Dorstenia ellenbeckiana
Dorstenia ellenbeckiana är en mullbärsväxtart som beskrevs av Adolf Engler. Dorstenia ellenbeckiana ingår i släktet Dorstenia och familjen mullbärsväxter. Inga underarter finns listade i Catalogue of Life.